# KMFDM
KMFDM é uma banda de rock industrial fundada em 1984, que tem como membro fundador o alemão Sascha Konietzko.

## História
KMFDM foi fundada em 29 de Fevereiro de 1984 em Paris, como uma reunião entre Konietzko e o pintor e performista alemão Udo Sturm para se apresentarem na exibição dos jovens artistas europeus no Grand Palais. Sturm não tinha muitas aspirações musicais e Sascha estava mais interessado no estúdio do que performance artística ocasional, então em Hamburgo, na Alemanha, se juntou ao dono de estúdio Raymond Watts e o baterista Klaus Schandelmaier, mais tarde conhecido como En Esch. Após percorrerem o underground de Hamburgo e gravarem três álbuns em estúdios europeus começaram sua relação com a Wax Trax! Records em Chicago, Illinois. Após excursionarem com o Ministry em 1989-1990, assinaram com a Wax Trax! Records e rapidamente se tornaram parte da cena de música industrial em Chicago que inclui o Ministry, Front 242 e My Life With the Thrill Kill Kult. Sascha então se mudou para Chicago; Esch foi para lá um ano depois. Depois do amigo íntimo e presidente da Wax Trax! Records Jim Nash morrer em decorrência da AIDS, o KMFDM mudou-se para Seattle, em Washington.
KMFDM não tem uma formação fixa; é um entra-e-sai de colaborações. Sascha é o único membro diretamente envolvido com todos os álbuns do KMFDM. En Esch, Raymond Watts, e o guitarrista Günter Schulz são outros membros-chave na história da banda.
Outros músicos notáveis que contribuíram ao KMFDM incluem Bill Riefflin (Ministry e R.E.M.), Nivek Ogre (Skinny Puppy and OhGr) John DeSalvo (ChemLab), Tim Skold (Shotgun Messiah, Marilyn Manson e Psyclone Nine), F.M. Einheit (Einstürzende Neubauten, Nina Hagen), e falas da artista Nicole Blackman. E também Chemlab, Die Warzau, Nine Inch Nails, My Life With the Thrill Kill Kult, e Giorgio Moroder remixaram músicas do KMFDM.

## Etimologia
Seu significado em alemão é "Kein Mehrheit Für Die Mitleid", que traduzido significa "sem maioria pela piedade", uma inversão jocosa da frase "Kein Mitleid Für Die Mehrheit" ("sem piedade pela maioria").

## Membros atuais
- Sascha Konietzko (a.K.a. the Kapt'n K): Vocal, Baixo, Sintetizador, Programação e Percussão.
- Lucia Cifarelli: Vocal
- Andee Blacksugar: Guitarra
- Andy Selway: Bateria

## Discografia
| - Opium (1984) - What Do You Know, Deutschland? (1986) - Don't Blow Your Top (1988) - UAIOE (1989) - Naïve (1990) - Money (1992) - Angst (1993) - Nihil (1995) - Xtort (1996) - Symbols (1997) - Adios (1999) - Attak (2002) - WWIII (2003) - Hau Ruck (2005) - Tohuvabohu (2007) - Blitz (2009) - WTF?! (2012) - Kunst (2013) - Our Time Will Come (2014) - Hell Yeah (2017) - Paradise (2019) - Hellraiser (Música "Ohh La La") - Bad Boys (Música "Juke-Joint Jezebel") - Hideaway (Música "Go to Hell") - Johnny Mnemonic (Música "Virus") - Mortal Kombat (Música "Juke-Joint Jezebel") - Mortal Kombat: Annihilation (Música "Megalomaniac") - Dirty Work (Música "Power") - Beowulf (Música "Witness") - NFL Street 3 (Música "Free Your Hate") - Wing Commander (Música "Stray Bullet") - Test Drive 5 (Músicas "Anarchy", "Megalomaniac") - Brütal Legend (Músicas "Free Your Hate", "Rip the System") | - "Kickin' Ass" (1988) - "Don't Blow Your Top" (1988) - "More & Faster" (1988) - "Virus" (1989) - "Godlike" (1990) - "Split/Piggybank" (1991) - "Vogue/Sex On The Flag" (1992) - "Money" (1992) - "Help Us – Save Us – Take Us Away" (1992) - "Sucks" (1992) - "A Drug Against War" (1993) - "Light" (1994) - "Glory" (1994) - "Sin Sex & Salvation" (1994) - "Juke Joint Jezebel" (1995) - "Juke Joint Jezebel (The Moroder Mixes)" (1995) - "Brute" (1995) - "Trust" (1995) - "Year of the Pig" (1995) - "Rules" (1996) - "MDFMK" (1997) - "Boots" (2002) - "Ruck Zuck" (2006) - "Day Of Light" (2010) - "Krank" (2011) - "Amnesia" (2012) - "Salvation" (2015) - "Yeah!" (2017) - "Paradise" (2019) |

## Videografia
- "No Meat - No Man"
- "More & Faster"
- "Naïve"
- "Vogue"
- "Money"
- "A Drug Against War"
- "Juke-Joint Jezebel"
- "Son Of A Gun"
- "Megalomaniac"
- "Attak/Reload"
- "Skurk"
- "Stars And Stripes"
- "Ultra"
- "Krank"
- "Amnesia"
- "I (Heart) Not"
- "Murder My Heart"
- "Paradise"